# Punta Tersiva
La Punta Tersiva (Pointe Tersive in francese - pron. AFI: [tɛʁsiv]) è una montagna delle Alpi Graie alta 3.515 m s.l.m., dall'aspetto piramidale, posta tra la val Clavalité (comune di Fénis) e i valloni dell'Urtier e di Grauson (val di Cogne).

## Geodesia
Sulla cima della Tersiva si trova il punto geodetico trigonometrico dell'IGM denominato Monte Tersiva (cod. 042114) nonché un vertice trigonometrico della rete primaria di inquadramento IGM95, materializzato sul posto da un centrino GPS fissato alla sommità di un pilastrino in ferro a sezione triangolare, in corrispondenza dell'asse geometrico dello stesso. La sua denominazione è Punta Tersiva (cod. 042906).

## Caratteristiche

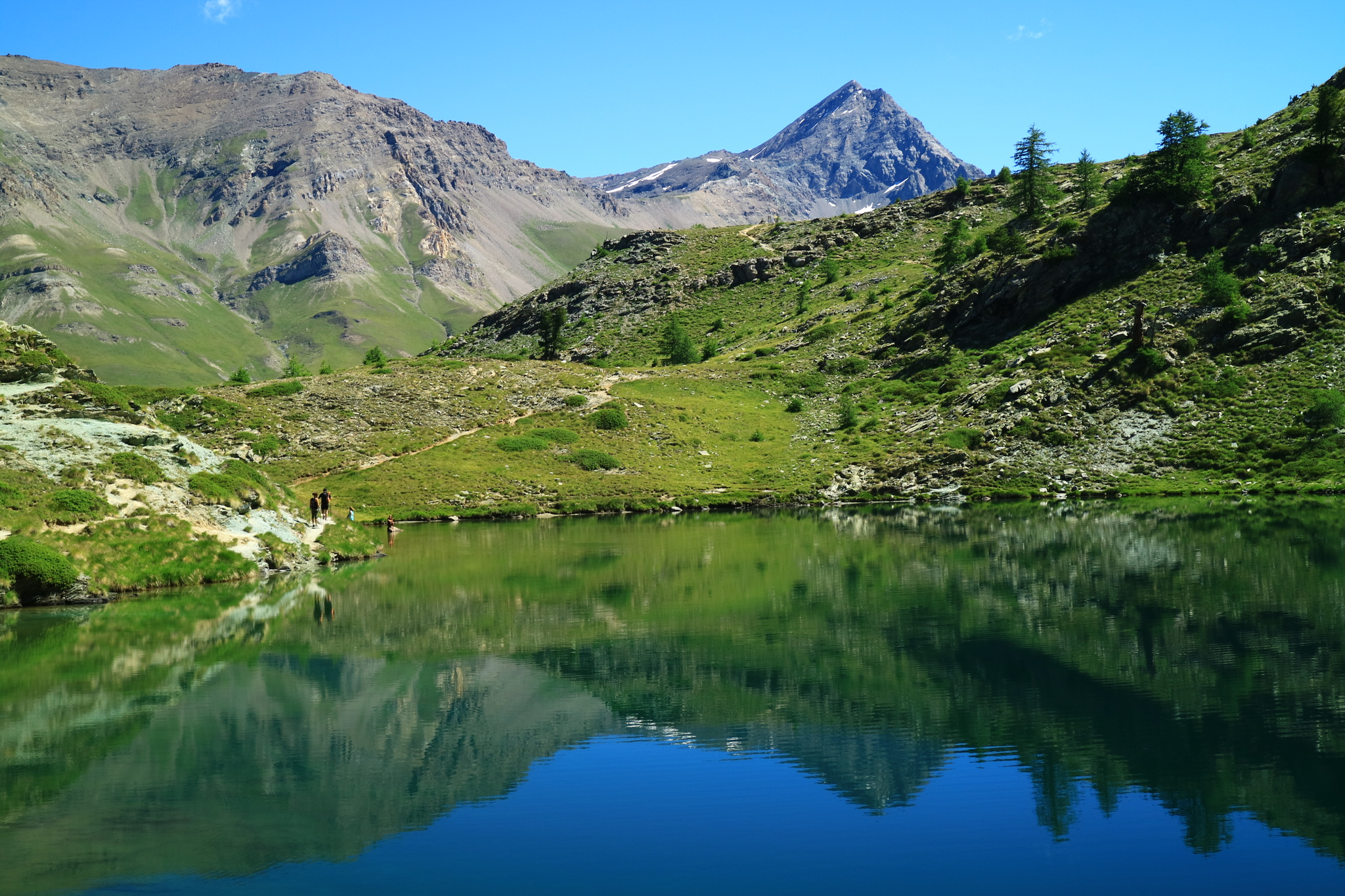
Punta Tersiva vista dalla Val di Cogne

Dalla sua cima si può ammirare uno dei più interessanti panorami di tutta la cerchia alpina valdostana, dal Massiccio del Gran Paradiso al gruppo del Monte Rosa.
Si racconta che alcuni alpinisti siano riusciti a scorgere dalla vetta l'intera Pianura Padana con i suoi fiumi e addirittura il mar Ligure.
Spettacolare la parete Nord che s'intravede furtivamente transitando lungo la strada statale 26 tra le località di Chambave e Fénis. Sotto la parete si scorge il piccolo ghiacciaio della Punta Tersiva, che in estate avanzata assume un colore grigiastro, a causa delle frequenti cadute di detriti dalla parete, divenendo però spettacolare alle prime nevicate e presentandosi alla visione come un ghiacciaio (seppur piccolo) tormentato e attraversato da numerosi crepacci.
La parete N-O, anche questa di bell'aspetto, ospita ai suoi piedi il ghiacciaio del Tessonet; il versante Sud non offre nessun interesse rilevante, essendo composto di sfasciumi e grandi rocce rotte.
Sulla vetta della montagna su un pilastrino in ferro a sezione triangolare è collocato il punto geodetico della rete primaria IGM denominato 042906 Punta Tersiva.

## Ascesa alla vetta

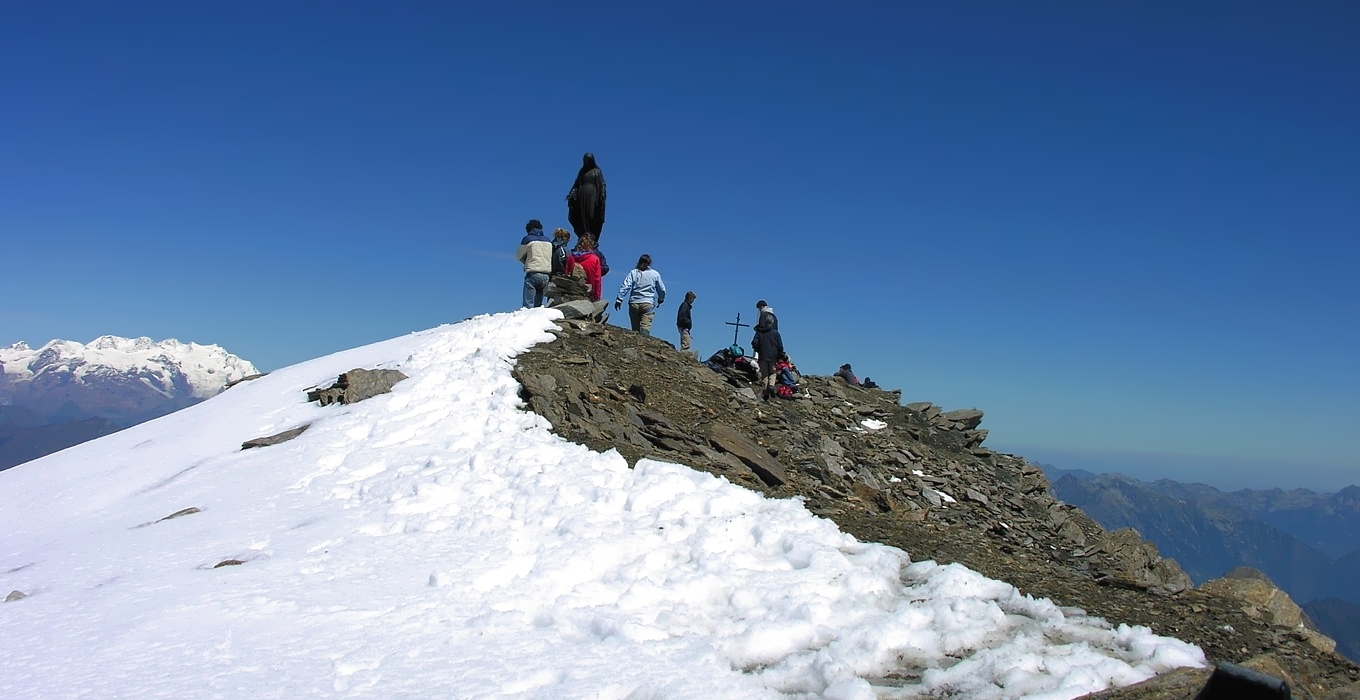
Il massiccio del Monte Rosa visto dalla Punta Tersiva

La via migliore di salita è quella del versante Nord-Nord-Ovest, lungo la cresta del Tessonet; gli altri versanti sono da evitarsi per la cattiva qualità della roccia. L'ascesa può partire da Gimillan, frazione di Cogne e consiste nel salire il lungo vallone di Grauson. Arrivati al ghiacciaio del Tessonet lo si sale in parte e poi si raggiunge il Colletto della Tersiva (3.312 m). Infine per la cresta del Tessonet si guadagna la vetta. La Parete Nord Est è stata scalata per la prima volta il 5 settembre del 1937 da Gigi Panei e Lucien Salval.